# ガーフィールド・ウッド

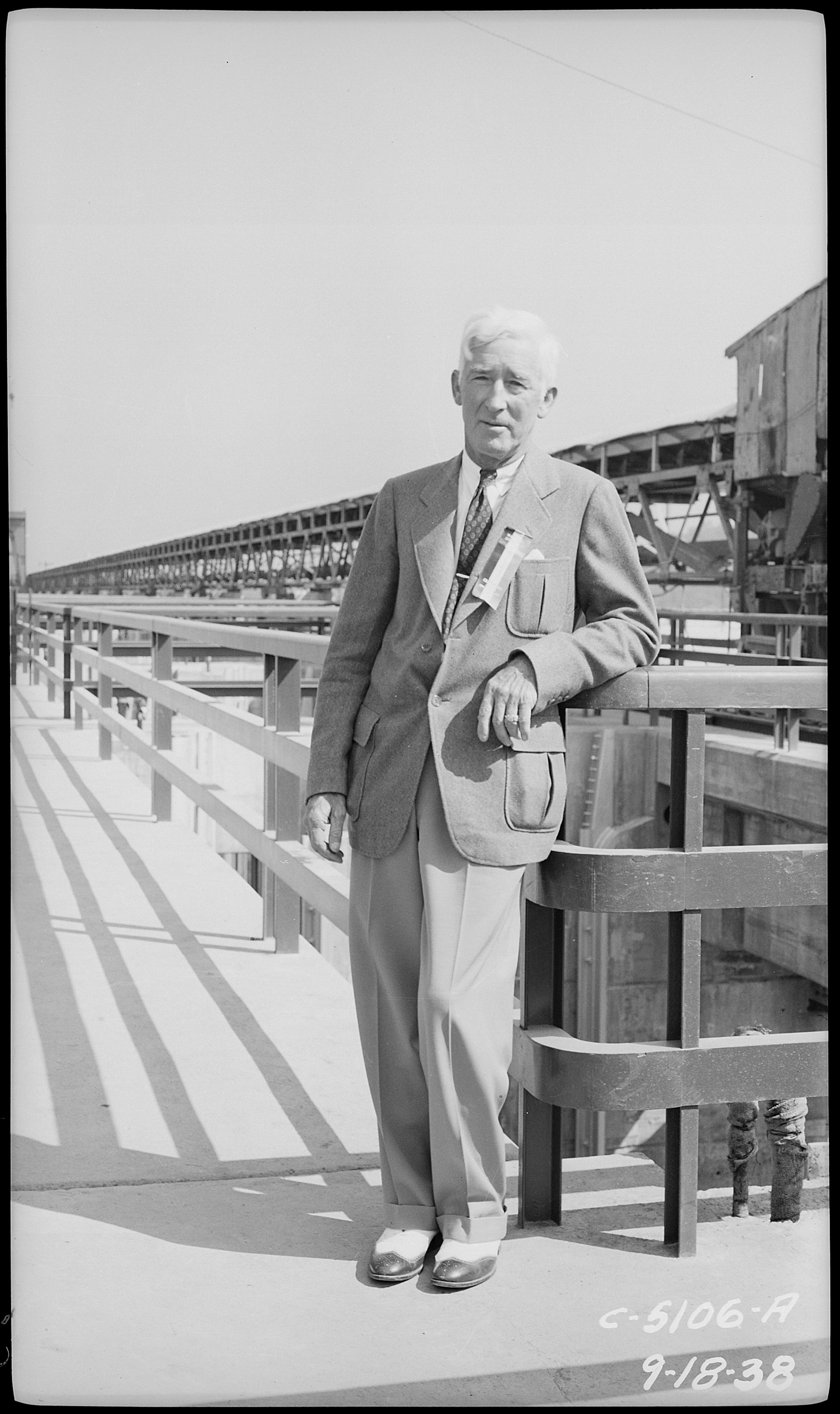
ガーフィールド・ウッド

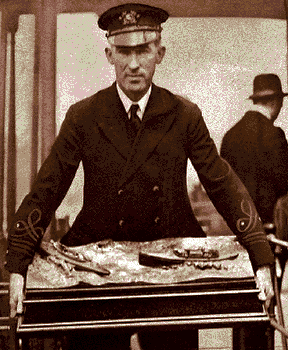
ハームズワース・トロフィーを持つウッド (1920年)

ガーフィールド・'ガー'・アーサー・ウッド (Garfield ’Gar' Arthur Wood, 1880年12月4日 – 1971年6月19日) はアメリカの発明家・起業家・モーターボート設計者・レーサーで、何度か水上速度の世界記録を樹立した。また、水上で初めて100マイル毎時 (160 km/h) 以上の速度を達成した人物でもある。

## 生い立ち

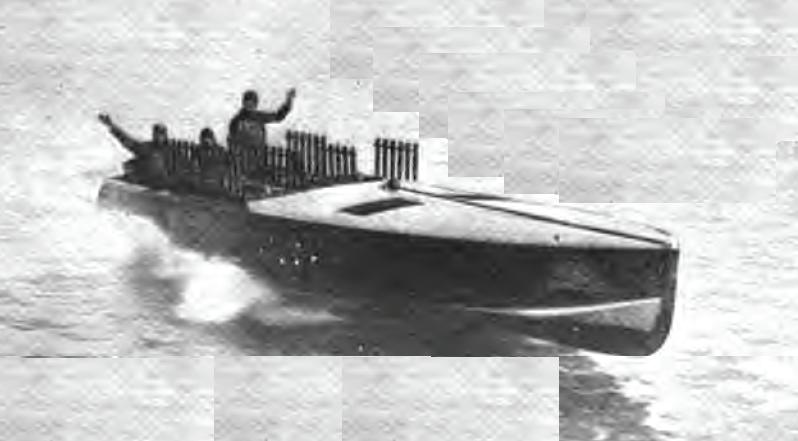
ミス・アメリカIIで1921年のハームズワース・カップを制覇した際の写真

ガー・ウッドはアイオワ州メープルトンで1880年12月4日に家族で13人目の子供として生まれた。父はミネソタ州のオサキス湖でフェリー運航を営んでおり、彼は早くから船の上で働いていた。1911年、31歳のときに、線路から揚炭するための油圧リフトを発明した。

## ガーウッド・インダストリーズ
彼はミシガン州デトロイトでウッド・ホイスト社を設立すると、程なくビジネスマンとしての成功を手にした。後に社名をガーウッド・インダストリーズに変更し、レース用ボートの製造を手がけた。また、GarWoodブランドのトラックやバス、自動車車体の製造およびマーケティングには、揚炭機での経験が活かされた。彼はミシガン州アルガナックに居を構えていたが、同地にはボートメーカのクリス・クラフトの創業者、クリストファー・スミスも住んでいた。

## レーシングキャリア
彼は1916年にレース用モーターボートを購入し、ミス・デトロイトと名づけた。彼は1920年にデトロイト川でミス・アメリカと名づけたボートを駆って 74.870マイル毎時 (120.492 km/h) の水上速度記録を打ち立てた。彼はその後12年に渡ってさらに9隻のミス・アメリカを建造し、記録を5回更新した。1932年にはセントクレア川で124.860マイル毎時 (200.943 km/h) を達成した。
1921年には、マイアミ － ニューヨーク間 1,250マイル (2,010 km) を走破するハバナ・スペシャル・トレインに大西洋岸を航走するボートで挑み、列車より12分早い47時間23分で完走した。また、1925年には20世紀特急に対してハドソン川を航走するボートで挑み、オールバニ － ニューヨーク間で22分の差をつけて勝利を収めた。
記録破りのショーマンであるばかりでなく、ウッドはボートレーサーとしても成功した。1917年から1921年にかけて、ゴールド・カップで5連覇を達成したり、ハームズワース・カップでも9回優勝している（1920-21年、1926年、1928-30年、1932-33年）。
1931年、彼と弟のジョージは劇的な状況でトロフィーを失った。 レースはデトロイト川で開催され、ウッド兄弟とミス・イングランドIIを駆るイギリスのキー・ドンとのマッチレースとなった。推定 数百万人以上の観衆（これはスポーツイベントとして最大級の観客数である）を前に、ドンは第一ヒートを先取した。第二ヒートではウッド兄弟はドンに先行しており、ドンが駆るミス・イングランドIIがターン中に突然転覆したため先にゴールに入った。しかし両者が7秒フライングしていたことからウッド兄弟も失格となり、第一ヒートを取ったドンがトロフィーを獲得した。幸いにもドンとコ・ドライバーには怪我はなかったが、ジョージにとってはトロフィーに挑戦する最後のレースだったため、ウッドは弟にトロフィーを掲げさせてやることができなかった。
1936年4月、ウッドは他のスポーツのチャンピオンや傑出した選手達とともに、デトロイトの祝宴で表彰された。これは最初に催されたチャンピオンズ・デイの祝宴であった。
1936年7月には、デトロイトはホワイトハウスからチャンピオンの街として顕彰され、盾が贈呈された。この盾には、アスリートを象徴する5つのメダリオンがつけられており、このうち1つはウッドを代表とするパワーボートレーサーのものであった。

## レース引退後
ウッドはビジネスに専念するため1933年にレース活動から退いた。 ガーウッド・インダストリーズは1947年まで木製レーシングボートを建造し続けた。また、ガーウッド・インダストリーはインターナショナル・ハーベスターなどのトラックメーカー向けにトラック車体やウィンチを製造するほか、民生用および軍需用のOEM供給を行っていた。第二次世界大戦中に生産されたトラックの多くは、ガーウッドの車体とウインチを装備していた。ガーウッド・インダストリーズは今日ありふれた存在であるごみ収集車を開発した企業でもあり、ガーウッド・ロード・パッカーという名前で販売していた。

## 発明
ウッドは天才発明家として有名で、一時は保有する特許数が存命中のアメリカ人の中で1位だったこともある。
1897年、17歳のときにダウンドラフト式キャブレターを発明し、それを取り付けた彼の検査船は他の検査船を置き去りにするほど速かったという。
1911年または1912年には、ダンプトラック用油圧ホイストを発明した。彼はこの発明で多額の収入を得たが、彼はその収入を1917年から1933年にかけてレースで勝つボートを建造するためにつぎ込んだ。
農園主に避雷針を販売する仕事をしていたときには、その効果を実証するために、雷を模擬するための誘導コイル装置を発明した。

## 後半生
1950年代には南フロリダのビスケーン湾にあるフィッシャー島を買い取った。これは大富豪が一家族のために島全体を買い占めた例としては最後のものになったが、1963年には開発グループに売却して手放している。また、彼は夏にはオンタリオ州のマグレガー湾で休暇を過ごした。
1967年のポピュラー・メカニクス誌の記事で、彼が発明した電気自動車のコントローラが紹介され、引退したとはいえ発明家として未だ健在であることを示した。
彼は1971年6月16日に、ハームズワース・カップ初勝利の50周年記念日を前に90歳で亡くなった。彼の死に際し、はデトロイト・ニュース紙のジョージ・ヴァンは次のように書いた。「大衆にとって、彼はトム・スウィフト、ジュール・ヴェルヌ、フランク・メリウェルにホレイショ・アルジャーを少々加えたような人物であった (“To the public, he was Tom Swift, Jules Verne, Frank Merriwell with a little bit of Horatio Alger thrown in.”)」。彼はミシガン州アルガノックの自宅近くに埋葬されている。

## 受賞
1990年にアメリカモータースポーツ殿堂に加えられた。